# Guy Hebert
Guy Andre Hebert (Troy, New York, 1967. január 7. –) amerikai profi jégkorongozó kapus, aki a St. Louis Blues, a Mighty Ducks of Anaheim, és a New York Rangers színeiben, összesen 12 évet játszott a National Hockey League-ben.

## Karrier
1987-es NHL-drafton a St. Louis Blues a 159. helyen választotta ki. Egészen 1991-ig kisebb farm-csapatokban játszott, amikor '91 decemberében felkerült a nagy csapathoz. Az 1993-as Expansion Draft keretein belül ő lett a Mighty Ducks of Anaheim valaha volt első játékosa. Egészen 2001-ig játszott a Kacsáknál, ezzel ő volt az utolsó hírmondó a mindenkori első csapatból. Ekkor átadólistára tették, majd a New York Rangers ellenérték nélkül jutott a játékjogához. 2001-ben bejelentette a visszavonulását. 1997-ben NHL-All Star játékosnak is beválasztották, az első kapusként a kaliforniai egyesület krónikás könyvében.

## Válogatott
Az 1994-es jégkorong-világbajnokságon részt vett, mint az amerikai férfi jégkorong-válogatott kapusa. A 4. helyen végeztek, miután 7–2-re kikaptak a svédektől a bronzmérkőzésen. Az 1996-os jégkorong-világkupán is játszott és aranyérmesek lettek. Az 1998. évi téli olimpiai játékokon, Naganóban szintén kerettag volt a jégkorongtornán, de csak mint tartalák kapus.